# Leo Bassi

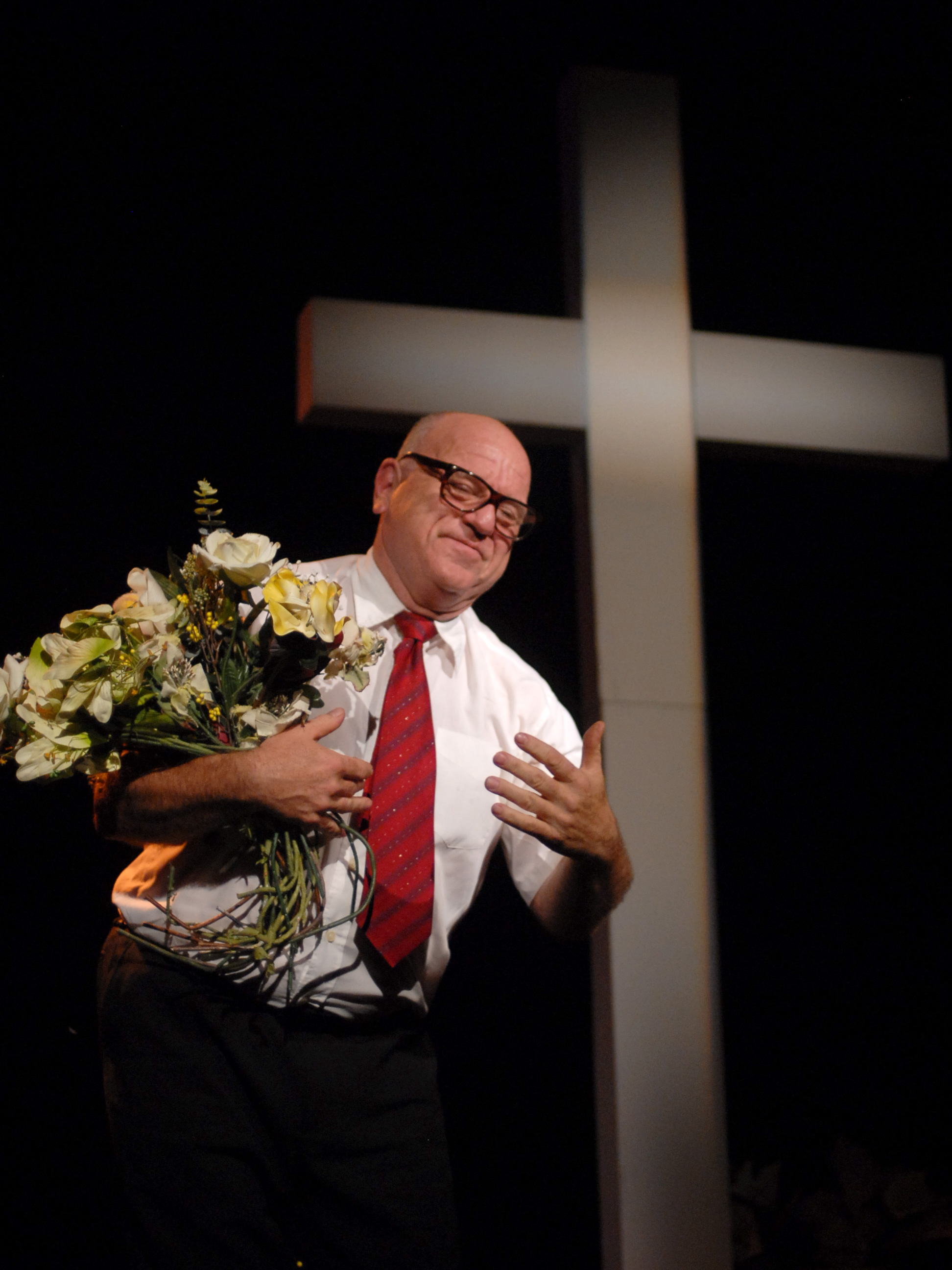
Leo Bassi am 17. Mai 2008 im Orpheum Wien

Leo Bassi (* 1952 in New York City, New York) ist ein italienischer Schauspieler und Clown.

## Leben
Bassi wuchs in einer italienisch-französischen Zirkusfamilie auf und war mit dieser ca. zehn Jahre international unterwegs. Er spielte später auf Festivals und an diversen Theatern und wandte sich mit der Zeit vom üblichen zeitgenössischen Zirkus ab, um seine eigenen Ideen zu verwirklichen.
Bassi lebt in Spanien.

## Fernsehen
Er hatte von 2001 bis 2003 eine eigene Show im spanischen Fernsehen, die er jedoch zugunsten des Bühnenprogramms nicht weiter produzierte. Im Dezember 2009 hatte er einen Auftritt in der deutschen Kabarettsendung Neues aus der Anstalt.

## Medien
- Leo Bassi, Beruf: Terrorclown. Fernsehbeitrag. In: zzapp, Tirol TV 2015, 4 Minuten.